# Cicle visual

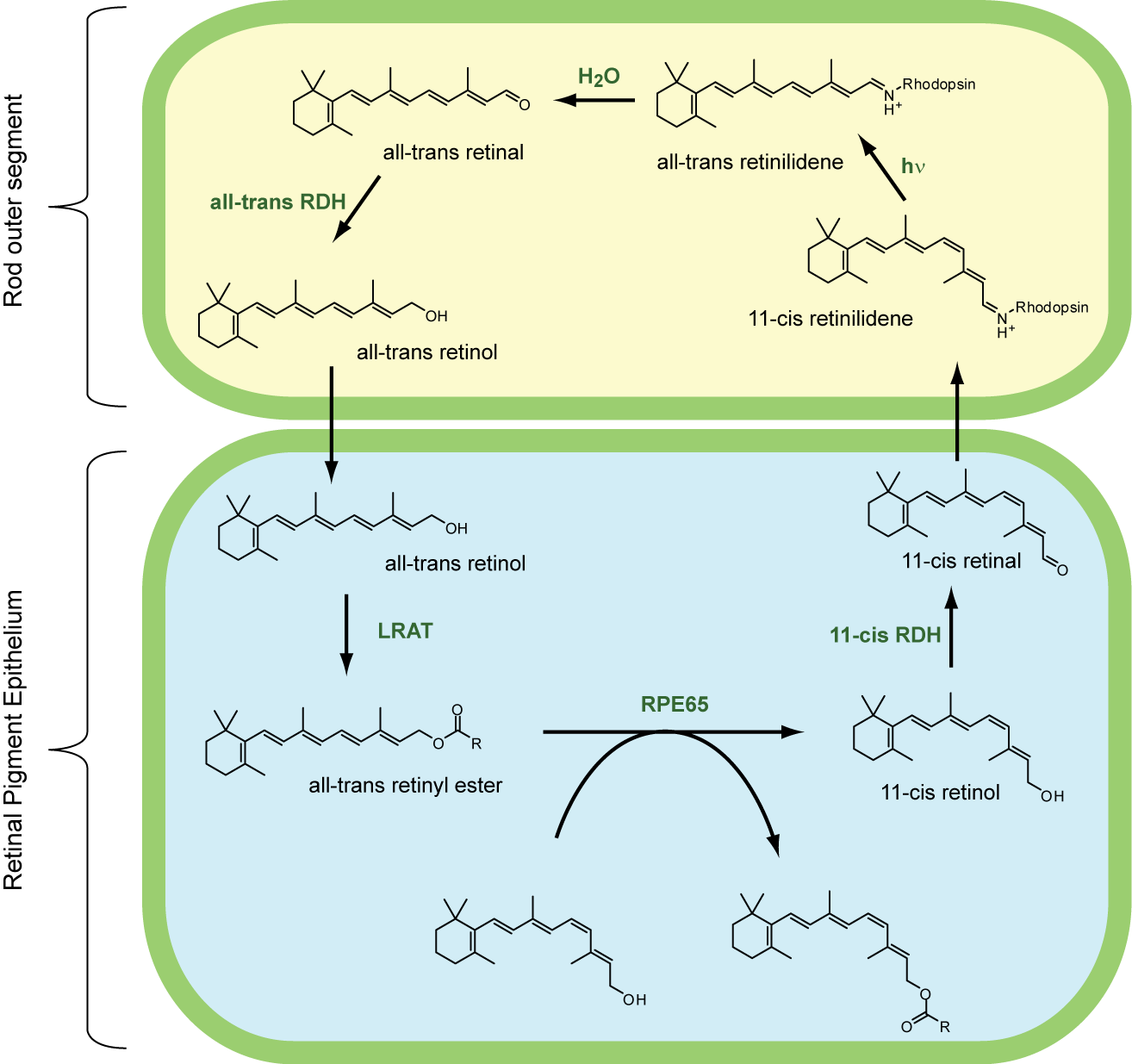
Cicle visual. hν = fotó incident

El cicle de la visió, cicle visual o, fototransduccció visual és un procés pel qual la llum es converteix en senyal elèctric en els fotoreceptors (les cèl·lules bastó, les cèl·lules cons)
i les cèl·lules ganglionars fotosensibles de la retina de l'ull humà.
Està regit per la foto-isomerització del retinol. Quan el retinol 11-cis absorbeix un fotó, passa de l'estat 11-cis a l'estat tot-trans. Aquesta isomerització és a l'origen de l'influx nerviós per fototransducció. El retino 11-cis de seguida es regenera per via enzimàtica.
Detalladament el cicle visual en una cèl·lula bastó d'un mamífer consta de 7 etapes. Les etapes 1, 2 i 7 es desenvolupen dins les cèl·lules de l'epiteli pigmentari de la retina (EPR). Les etapes 3 a 6 tenen lloc en els segments exteriors de les cèl·lules bastó.